# JET hyp!
「JET hyp!」（ジェット・ハイプ）は、2001年4月にリリースされたFANATIC◇CRISISの通算20枚目のシングルである。発売元はSTOICSTONE。

## 解説
前作より2カ月弱という短いスパンでのリリース。収録曲はいずれも4分を切る短さである。
売り上げはメジャーデビュー以降最低記録を更新した。
タイトル曲は日本テレビ系『ぐるぐるナインティナイン』EDテーマ。

## 収録曲
全作詞：石月努、編曲：神林義弘・FANATIC◇CRISIS
1. JET hyp! [3:59]
  - 作曲:石月努・和也
2. アウトロー [3:06]
  - 作曲：石月努
3. Lost sheeps<994> [3:12]
  - 作曲:FANATIC◇CRISIS

## 収録作品
- POP（#1）
- THE BEST of FANATIC◇CRISIS Single Collection02（#1）
- THE BEST of FANATIC◇CRISIS B-Side Collection（#2,3）